# Гаврилова, Софья Андреевна
Со́фья Андре́евна Гаври́лова (род. 1987) — российский фотограф, художник, куратор; географ, урбанист.

## Биография
Софья Гаврилова родилась в 1987 году в Москве.
В 2004—2009 годах училась на географическом факультете Московского государственного университета имени М. В. Ломоносова, окончила кафедру картографии и геоинформатики. Курсовые и дипломную работу выполняла под руководством Татьяны Глазовской. В качестве дипломной работы был обновлен существующий курс по аэрометодам в лавиноведении — внедрены новейшие данные дистанционного зондирования и методы их обработки. Во время учёбы в университете принимала участие в работах с профессором Джуди Пэллоу (Оксфорд, Великобритания) по картографированию пенитенциарной системы СССР и России (www.gulagmaps.org). Также участвовала в работах по оценке лавинной опасности в заповеднике Крконоше (Чехия), в исследованиях Долины гейзеров после схода катастрофического селя и др.
После окончания университета поступила в очную аспирантуру научно-исследовательской лаборатории снежных лавин и селей географического факультета МГУ. В 2013 году защитила диссертацию на соискание учёной степени кандидата географических наук на тему «Картографирование природных чрезвычайных ситуаций на территории России» под руководством Татьяны Глазовской. Оппонентами на защите выступили Алексей Чумаченко и Анатолий Ельчанинов.
В 2019 получила степень PhD в Оксфордском университете, тема диссертации The present taxidermied: Soviet ‘common unsaids’ in Russian krayevedcheskiy museums. С августа 2020 года работает в Лейбницевском институте региональной географии в Лейпциге.

## Научная и преподавательская деятельность
Область научных интересов: методы картографирования чрезвычайных ситуаций природного характера. Автор учебного курса «Геоинформационные технологии в гляциологии и криолитологии» (2010). С 2010 года преподавала курс «Геоинформационные методы исследования в гляциологии и криолитологии» на географическом факультете Московского государственного университета имени М. В. Ломоносова, с 2011 года — курс «Методы пространственного анализа» в Высшей школе урбанистики ВШЭ. В 2012 году преподавала курс «Геоинформационные технологии в гляциологии и криолитологии» на географическом факультете МГУ.

## Фотография
Софья Гаврилова работает с фотографией и инсталляциями. В 2012 году окончила Московскую школу фотографии и мультимедиа имени Родченко (мастерская Владислава Ефимова). Принимала участие во многих групповых выставках в России и за рубежом.
Главная тема в фотографии — территории и их восприятие. Курирует фотопроекты. Участница проекта «Department of Research Arts», объединяющего художников, фотографов, географов, антропологов, социологов, архитекторов и урбанистов. Основная миссия проекта — «исследовать современные антропологические и географические процессы, происходящие в России, используя современные художественные практики». Сама Гаврилова говорила о проекте:
Наши исследования направлены на изучение вопросов, которые явно назрели в обществе, но так и не получили хорошо сформулированных, политически нейтральных ответов. Ряд системных особенностей российской науки и отсутствие инструментов популяризации знаний привели к тому, что многие думающие художники и фотографы отправились на поиски территорий и людей, их населяющих, поняв, что реальность явно отличается от картинки, которую мы видим в новостях.

## Награды и премии
- 2011 — лауреат конкурса «Серебряная камера»[1]
- 2012 — лонг-лист Премии Кандинского[8][9]
- 2012 — лонг-лист конкурса «Инновация»[1]
- 2013 — лонг-лист Премии Кандинского[1]
- 2013 — лонг-лист конкурса «Инновация»[1]
- 2014 — «Инновация» — специальный приз Stella Art Foundation[10]

## Выставки

### Персональные выставки
- 2012 — «Блокада Ленинграда», галерея Brown Stripe, Москва[1]
- 2013 — «Кому принадлежит тень от зонтика, или Don’t even think of touching my parasol!», Москва[11]
- 2013 — «Системообразование», Парк искусств «Музеон», Москва[1]
- 2014 — «Воображаемые территории» (проект «Большие надежды»), Центральный выставочный зал «Манеж», Москва[12][13]

### Групповые выставки
- 2010 — «Пути сообщений» — Государственный центр современного искусства, Москва[14]
- 2011 — «Московская биеннале современного искусства»[15]
- 2012 — «Выставка лауреатов и избранных номинантов Премии Кандинского»[16]
- 2013 — «Варвары», ЦТИ «Фабрика», Москва[1]
- 2013 — «Время репетиций», галерея «Триумф», Москва[1]
- 2013 — «Лаборатория льда», Art & Science Lab, Москва[1]
- 2014 — «Фотография будущего», Музей искусств и ремёсел Гамбурга, Гамбург[5][17]
- 2015 — «Качество обслуживания» — проект «Территориальные целостности» — Государственный центр современного искусства, Москва[14]
- 2015 — «Своя земля / чужая территория» — 6-я Московская биеннале современного искусства, Москва[18][19]

## Кураторские проекты
- 2012 — «Без исключений», Мультимедиа Арт Музей, Москва[1]
- 2012 — «Кино. Ремарка», Московская школа фотографии и мультимедиа имени Родченко, Москва[1]
- 2013 — «Удмуртия. Research», Всероссийский музей декоративно-прикладного и народного искусства, Москва[1]
- 2015 — «Чуваши. Research», Центр современного искусства «Винзавод», Москва[1]
- 2015 — «Мари. Research», Центр современного искусства «Винзавод», Москва[1]

## Местонахождение произведений
- Мультимедиа Арт Музей[1]